# Tyler Faith
Tyler Faith (nascuda el 3 d'abril de 1975 a Boston) és una actriu porno nord-americana. S'identifica a si mateixa com bisexual.
Tyler Faith ha estat actriu porno des de 2002, treballant breument per Pleasure Productions i després com a artista en plantilla per Jill Kelly Productions on va aparèixer en més de 100 escenes. Faith is the owner of Team Tyler Productions.
El 2004, un estudiant va guanyar l'oportunitat de portar a Faith al ball de graduació del seu institut dins gràcies al programa Howard Stern Show. L'adreça del Weston High School li va prohibir fer-ho al·ludint al fet que anar amb una actriu porno com a cita anava en contra dels estatuts del ball de graduació.
Faith va ser un dels co-presentadors de The Wanker Show en KSEX. En 2005 va ser nomenada Feature Dancer of the Year en els premis Nightmoves.
Faith va tenir una breu relació amb el boxador Vinny Paz. La seva primera trobada va ser el 1996 en un local de striptease on ella ballava a Las Vegas. La relació es va trencar perquè Paz sortia amb altres dones.